# Anne Hathawayová
Anne Jacqueline Hathawayová (nepřechýleně Hathaway; * 12. listopadu 1982, Brooklyn, New York, USA) je americká herečka. Je držitelkou mnoha ocenění, včetně Oscara, Zlatého glóbu, ceny BAFTA a ceny Emmy.
Svou průlomovou roli zaznamenala titulní rolí v komediálním filmu Deník princezny (2001). Poté, co účinkovala v řadě rodinných filmů, včetně filmu Zakletá Ella (2004), přešla do dospělých rolí v dramatu Zkrocená hora (2005). Největším komerčním úspěchem do té doby se pro ni stala role asistentky redaktora módního časopisu v komediální dramatu Ďábel nosí Pradu (2006). Ztvárnila roli drogově závislé ženy Rachel se vdává (2008), za nějž obdržela svou první nominaci na Oscara za nejlepší herečku.
Účinkovala v několika komerčně úspěšných filmech, včetně komedie Dostaňte agenta Smarta (2008), romantických komedií Válka nevěst (2009), Na sv. Valentýna (2010) a Láska a jiné závislosti (2010) a fantasy filmu Alenka v říši divů (2010). V roce 2012 ztvárnila Catwoman v nejvýdělečnějším filmu Temný rytíř povstal. Téhož roku hrála Fantine, prostitutku umírající na tuberkulózu, ve filmovém muzikálu Bídníci, za níž obdržela Oscara za nejlepší herečku ve vedlejší roli. Od té doby ztvárnila vědkyni ve sci-fi filmu Interstellar (2014), majitelku stránky o módě v komedii Stážista (2015), herečku v komedii Debbie a její parťačky (2018), podvodnice v komedii Podfukářky (2019) a Rebekah Neumann v minisérii WeCrashed (2022).
Za dabing animovaného seriálu Simpsonovi obdržela v roce 2010 cenu Emmy. Je členkou správní rady Lollipop Theatre Network, organizace, která přináší filmy dětem v nemocnicích, a obhajuje rovnoprávnost jako velvyslankyně dobré vůle OSN.

## Život
Anne Jacqueline Hathawayová se narodila dne 12. listopadu 1982 v Brooklynu v New Yorku. Jejím otcem je právník Geralda Hathawaye a matkou herečka a zpěvačka Kate McCauley-Hathawayová. Její dědeček Joe McCauley patřil mezi výrazné osobnosti rozhlasového vysílání ve Filadelfii. Její matka je irského původu, její otec má irské, francouzské, anglické a německé předky. Rodiče ji úmyslně pojmenovali Anne, po manželce dramatika Williama Shakespeara. Má staršího bratra Michaela a mladšího bratra Thomase. Když bylo Hathawayové šest, s rodinou se přestěhovala do Millburnu v New Jersey, kde poté vyrůstala.

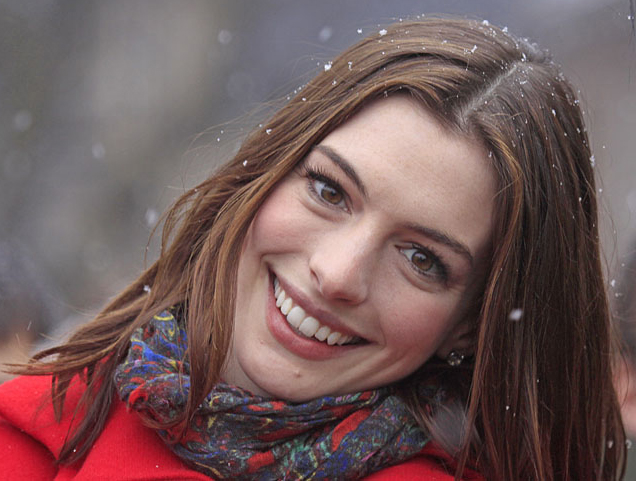
Anne Hathawayová v lednu 2010

Když v osmi letech sledovala svou matku vystupovat na prvním národním turné muzikálu Bídníci jako Fantine, okamžitě ji zaujalo jeviště, ale rodiče jí nechtěli umožnit, aby se věnovala se herecké kariéře. Poté Kate opustila herectví, aby vychovala Hathawayovou a její bratry. Hathaway byla vychována jako římská katolička a v dětství si přála být jeptiškou, ale herectví pro ni bylo vždy prioritou. Její vztah ke katolické církvi se změnil v patnácti letech poté, co se dozvěděla, že její starší bratr je gay. Její rodina opustila římskokatolickou církev a připojila se k Episkopální církvi, protože přijala homosexualitu, ale nakonec ji také opustili. V roce 2009 popsala své náboženské přesvědčení jako „nedokončenou práci“.
Navštěvovala Brooklyn Heights Montessori School a Wyoming Elementary School v Millburnu. Vystudovala Millburn High School, kde hrála fotbal a účinkovala v mnoha divadelních hrách, včetně Once Upon a Mattress, kde ztvárnila Winnifred. Později se objevila ve hrách Jana Eyrová a Gigi v Paper Mill Playhouse v New Jersey. V roce 1993 studovala na American Academy of Dramatic Arts a stala se první teenagerkou přijatou do hereckého programu Barrow Group Theatre Company. Strávila několik semestrů studiem angličtiny a politologie na Vassar College v Poughkeepsie v New Yorku, než přešla na Newyorskou univerzitu.
Mezi lety 1998 a 1999 zpívala soprán s All-Eastern U.S. High School Honors Chorus v Carnegie Hall a ve hrách v Seton Hall Preparatory School ve West Orange v New Jersey. Na začátku její filmové kariéry byl její herecký styl a vzhled byly přirovnáván k Judy Garlandové – kterou uvádí jako jednu ze svých oblíbených hereček – a Audrey Hepburnové. Tři dny po svém vystoupení v Carnegie Hall byla obsazena do seriálu Get Real stanice Fox. Hrála dospívající dívku Meghan Green, po boku Jona Tenneyho, Debrah Farentino a Jesseho Eisenberga. Navzdory svému ranému úspěchu trpěla v průběhu dospívání depresemi a úzkostmi. V roce 2008 však řekla, že z toho od té doby vyrostla. Svůj první vysokoškolský semestr zmeškala kvůli natáčení svého filmového debutu Deník princezny (2001). Podle Hathawayové nikdy nelitovala, že nedokončila svůj titul, protože se jí líbilo být s ostatními, kteří „se snažili dospět“.

## Kariéra
V roce 1999 poprvé úspěšně účinkovala v jinak dost neúspěšném televizním seriálu Get Real, za který byla poprvé nominována na cenu Teen Choice Awards. Hned svým filmovým hollywoodským debutem zaznamenala velký úspěch v rodinném pohádkovém snímku Deník princezny z roku 2001 režiséra Garryho Marshalla, kde si zahrála ústřední postavu princezny Mii Thermopolisové. Za tuto roli byla podruhé nominována na cenu Teen Choice Awards. Její vůbec první nízkorozpočtový snímek Odvrácená strana nebe se natáčel dříve než Deník princezny, ale do kin byl uveden úmyslně z komerčních důvodů až později.
Později si zahrála v dalších známých filmech. Moderní Popelku ztvárnila v koprodukční filmové pohádce Zakletá Ella, známou se stala i díky postavě z Oscarem ověnčeného snímku Zkrocená hora. S Meryl Streepovou si zahrála hlavní roli ve filmu Ďábel nosí Pradu. Britskou spisovatelku Jane Austenovou ztvárnila ve filmu Vášeň a cit. V roce 2010 pak vytvořila, postavu zimní královny ve snímku Alenka v říši divů. V přípravě je životopisný snímek Get Happy: The Life of Judy Garland, kde má hrát americkou zpěvačku a herečku Judy Garlandovou. Dále ještě hrála ve filmech Stážista a Alenka v říši divů: Za zrcadlem.

## Zajímavosti
- Její originální herecký styl je někdy přirovnáván k hereckému stylu Audrey Hepburnové a Judy Garlandové.[20] Režisér Garry Marshall jí přirovnává i k Julii Robertsové.
- Jejími osobními přítelkyněmi se staly herečky Emily Bluntová (Ďábel nosí Pradu) a Heather Matarazzo (Deník princezny).

## Ocenění
- Své dvě první nominace na cenu Teen Choice Awards obdržela za svoji první velkou roli v seriálu Get Real a poté i za svoji první filmovou roli ve snímku Deník princezny.
- V roce 2008 byla poprvé nominována na Oscara i Zlatý glóbus za roli ve snímku Rachel se vdává, během předávacího oscarového večera několik minut účinkovala i na jevišti coby zpěvačka a tanečnice. O dva roky později pak společně Jamesem Francem roce 2011 moderovala 83. ročník předávání cen Americké akademie filmových umění a věd Oscar.[21]
- V roce 2010 obdržela cenu Emmy za kreativní dabing postavy princezny Penelope v jedné z epizod seriálu Simpsonovi.[22]
- V roce 2010 byla podruhé nominována na Zlatý glóbus za snímek Láska a jiné závislosti.
- V roce 2012 obdržela cenu Zlatý glóbus, cenu BAFTA i Oscara za roli Fantiny v muzikálu Bídníci.

## Filmografie

### Film

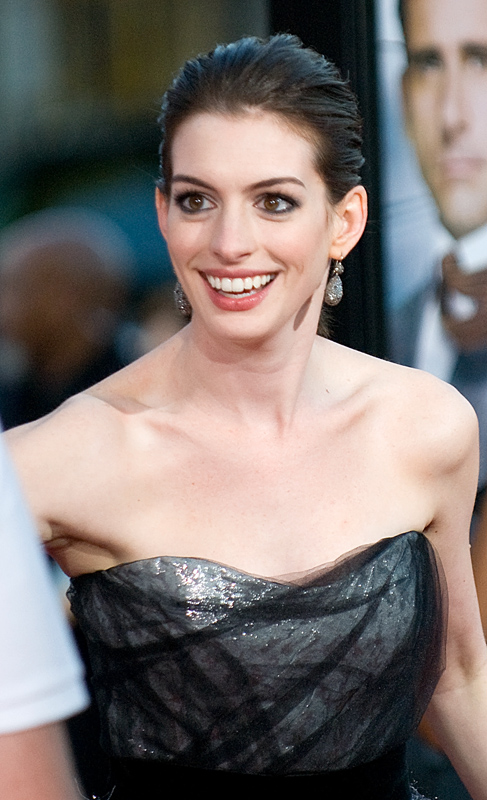
Anne Hathawayová na premiéře filmu Dostaňte agenta Smarta v červnu 2008

| Rok  | Název                                   | Role                              | Poznámka                          |
| ---- | --------------------------------------- | --------------------------------- | --------------------------------- |
| 2001 | Odvrácená strana nebe                   | Jean Sabin                        |                                   |
| 2001 | Deník princezny                         | Mia Thermopolis                   |                                   |
| 2002 | Nicholas Nickleby                       | Madeline Bray                     |                                   |
| 2004 | Zakletá Ella                            | Ella z Frellu                     |                                   |
| 2004 | Deník princezny 2: Královské povinnosti | Mia Thermopolis                   |                                   |
| 2005 | Zkrocená hora                           | Lureen Newsome Twist              |                                   |
| 2005 | Spoušť                                  | Alison Lang                       |                                   |
| 2005 | Karcoolka                               | Červená karkulka (hlas)           |                                   |
| 2006 | Ďábel nosí Pradu                        | Andrea Sachs                      |                                   |
| 2007 | Vášeň a cit                             | Jane Austenová                    |                                   |
| 2008 | Rachel se vdává                         | Kym                               | nominace na Oscara a Zlatý glóbus |
| 2008 | Cestující                               | Claire Summers                    |                                   |
| 2008 | Dostaňte agenta Smarta                  | Agent 99                          |                                   |
| 2009 | Válka nevěst                            | Emma Alen                         |                                   |
| 2010 | Na sv. Valentýna                        | Liz                               |                                   |
| 2010 | Alenka v říši divů                      | Bílá královna                     |                                   |
| 2010 | Láska a jiné závislosti                 | Maggie Murdock                    | nominace na Zlatý glóbus          |
| 2011 | Jeden den                               | Emma Morley                       |                                   |
| 2011 | Rio                                     | Jewel (hlas)                      |                                   |
| 2012 | Temný rytíř povstal                     | Catwoman                          |                                   |
| 2012 | Bídníci                                 | Fantine                           | Zlatý glóbus a Oscar              |
| 2013 | Don Jon                                 | Filmová star                      | cameo role                        |
| 2014 | První Píseň                             | Franny                            |                                   |
| 2014 | Rio 2                                   | Jewel (hlas)                      |                                   |
| 2014 | Interstellar                            | Amelia Brand                      |                                   |
| 2015 | Stážista                                | Jules Ostin                       |                                   |
| 2016 | Alenka v říši divů: Za zrcadlem         | Bílá královna                     |                                   |
| 2016 | Kolos                                   | Gloria                            |                                   |
| 2018 | Debbie a její parťačky                  | Daphne Kluger                     |                                   |
| 2019 | Podfukářky                              | Josephine Chesterfield            |                                   |
| 2019 | Ticho před bouří                        | Karen Zariakas                    |                                   |
| 2019 | Dark Waters                             | Sarah Bilott                      |                                   |
| 2020 | Čarodějnice                             | Miss Eva Ernst / Grand High Witch |                                   |
| 2020 | To poslední, co chtěl                   | Elena McMahon                     |                                   |
| 2021 | Lockdown                                | Linda                             |                                   |
| 2022 | Čas armagedonu                          | Esther Graff                      |                                   |
| 2023 | Eileen                                  | Rebecca Saint John                |                                   |
| 2023 | Přišla za mnou                          | Patricia Lauddem                  | také producentka                  |
| 2024 | Mateřské instinkty                      | Celine Jennings                   | také producentka                  |
| 2024 | Představa o tobě                        | Solène Marchand                   | také producentka                  |

### Televize
| Rok       | Název                              | Role                                            | Poznámka                                                   |
| --------- | ---------------------------------- | ----------------------------------------------- | ---------------------------------------------------------- |
| 1999–2000 | Get Real                           | Meghan Green                                    | 22 dílů                                                    |
| 2007      | Elmo's Christmas Countdown         | sama sebe                                       | televizní speciál                                          |
| 2008–2012 | Saturday Night Live                | sama sebe                                       | 3 díly                                                     |
| 2009–2012 | Simpsonovi                         | Jenny / Princezna Penelope (hlas)               | 3 díly                                                     |
| 2010–2011 | Griffinovi                         | Matka Maggie / sama sebe / Sexy blondýna (hlas) | 3 díly                                                     |
| 2015      | HitRecord on TV                    | Vivia Virus                                     | díl: Re: The Number Two                                    |
| 2015      | Souboj playbacků                   | sama sebe                                       | díl: Anne Hathaway vs. Emily Blunt                         |
| 2016      | Documentary Now!                   | sama sebe                                       | díl: Mr. Runner Up: My Life as an Oscar Bridesmaid, Part 2 |
| 2019      | Moderní láska                      | Lexi                                            | díl: Ber mě takovou, jaká jsem, ať jsem kdokoliv           |
| 2020      | Sezame, otevři se: Elmo's Playdate | sama sebe                                       | TV speciál                                                 |
| 2021      | Sami                               | Leah                                            | díl: Leah                                                  |
| 2021      | RuPaul's Drag Race                 | sama sebe                                       | díl: Social Media: The Unverified Rusical                  |
| 2022      | WeCrashed                          | Rebekah Neumann                                 | minisérie, 8 dílů                                          |

### Divadlo
| Rok  | Název                     | Role                     | Poznámka              |
| ---- | ------------------------- | ------------------------ | --------------------- |
| 2002 | Carnival!                 | Lili                     | New York City Center  |
| 2003 | The Woman in White        | Laura Fairlie            | Sydmonton Workshop    |
| 2005 | Children and Art          | sama sebe                | New Amsterdam Theatre |
| 2009 | Twelfth Night             | Viola                    | Delacorte Thatre      |
| 2015 | Grounded                  | TBA                      | The Public Theatre    |
| 2017 | The Children's Monologues | žena s nevěrným milencem | Carnegie Hall         |